# Каллист II Ксанфопул
Ка́ллист II Ксанфо́пул (греч. Κάλλιστος Β΄ Ξανθόπουλος, ум. 1397) — патриарх Константинопольский (1397), византийский монах-исихаст, аскетический писатель, брат и соавтор монаха Игнатия Ксанфопула.
Каллист и Игнатий Ксанфопулы родились в Константинополе. Оба жили отшельнической жизнью в монастыре Пантократор на Афоне, пока не основали небольшую монашескую общину, а затем монастырь Ксанфопулов (Μονή τών Ξανθοπούλων). Близко Каллиста и Игнатия Ксанфопулов знал святой Симеон Солунский.
17 мая 1397 года Каллист Ксанфопул был избран патриархом. Однако его патриаршество, выпавшее на четвёртый год осады Константинополя султаном Баязидом I, продлилось всего три месяца по причине скорой смерти.
Главным произведением Каллиста Ксанфопула является написанное в соавторстве с братом Игнатием сочинение «Наставление безмолвствующим, в сотне глав».
Православная церковь отмечает его память 22 ноября.